# アラ (女悪魔)
アラ（ala）は、ブルガリア、マケドニア、セルビアの伝承に記録されている女性の神話上の生物。アラは悪天候の悪魔と見なされており、その主な目的は、雹を降らせる雷雲を畑、ブドウ園、果樹園の方向に導き、作物を破壊したり、略奪することである。非常に貪欲で、アラは特に子供を食べるのが好きだが、彼女の大胆さは地球に限定されていない。彼女は時々太陽や月を食い尽くして日食と月食を引き起こそうとし、それが成功すれば世界の終わりを意味すると信じられている。人々がアラに遭遇すると、彼らの精神と肉体の健康、あるいは生命さえも危険に晒される。しかし、敬意と信頼をもって彼女に近づけば好意を得ることができる。アラは気に入った人間を豊かにし、問題があった時には命も救うため、アラと良好な関係にあることは非常に有益である。  
アラの外観は、伝承では多様かつしばしば漠然と説明されている。アラは、黒い風、不明瞭な形の巨大な生き物、口の大きい人間のような、または蛇のような怪物、雌の竜、またはワタリガラスのように見えるかもしれない。アラはまた、様々な人間や動物の形をとることがあり、人の体に憑依することさえできる。外観が多様な理由は、アラが悪天候のスラヴの悪魔と、中央バルカン半島のスラブ以前の民族の悪魔の習合であるためだと考えられている。人間らしいアラの民話では、彼女の性格はロシアのバーバ・ヤーガの性格に似ている。アラは雲の中、または湖、春、隠れた人里離れた場所、森、人を寄せ付けない山、洞窟、または巨木に住んでいると言われている。アラは通常人間に対して敵対的だが、竜のように、彼女を倒すことができる他の強力な敵がいる。キリスト教化された物語では、聖エリヤが竜の役割を果たすが、場合によっては聖人と竜が一緒になってアラと戦う。 

## 外観
風、雷雨と雹の雲と繋がる悪魔のような竜や蛇。セルビア中央部では、アラは見えないが、聴こえると考えられていた。彼女が発する大きなシューという音は、暗い雹の雲の前で響き渡った。 
ボリェヴァツ地方で記録された説明によると、アラは風の形をした黒くて恐ろしい生物である。同様に、セルビア東部では、人々はアラが黒い風として土地の上を移動していると想像している。彼女が行くところはどこでも、塵旋風が吹き、ドリルのように回転し、旋風にさらされた人々は狂乱する。ブルガリアでも、アラはすべてを一掃し、大混乱をもたらす激しい風である。 
レスコヴァツ地方の考えによると、アラは巨大な口を持つ怪物であり、大きな木のスプーンを手に持ち、邪魔になるものを全て捕らえてむさぼり食う。ある話によると、男はそのようなアラを納屋に置いていたが、彼女は毎日30リットルのミルクを飲んだ。別の人は、ブドウ園から作物を啄むためにやってくる12のワタリガラスとしてアラを警告する。 
セルビア東部では、アラは人と接する際に人間や動物に変身するが、アラが家に入ると家が揺れ、両手と両足に6本の指を持つ男性だけがアラの本当の姿を見ることができると考えられていた。

## 人間への影響

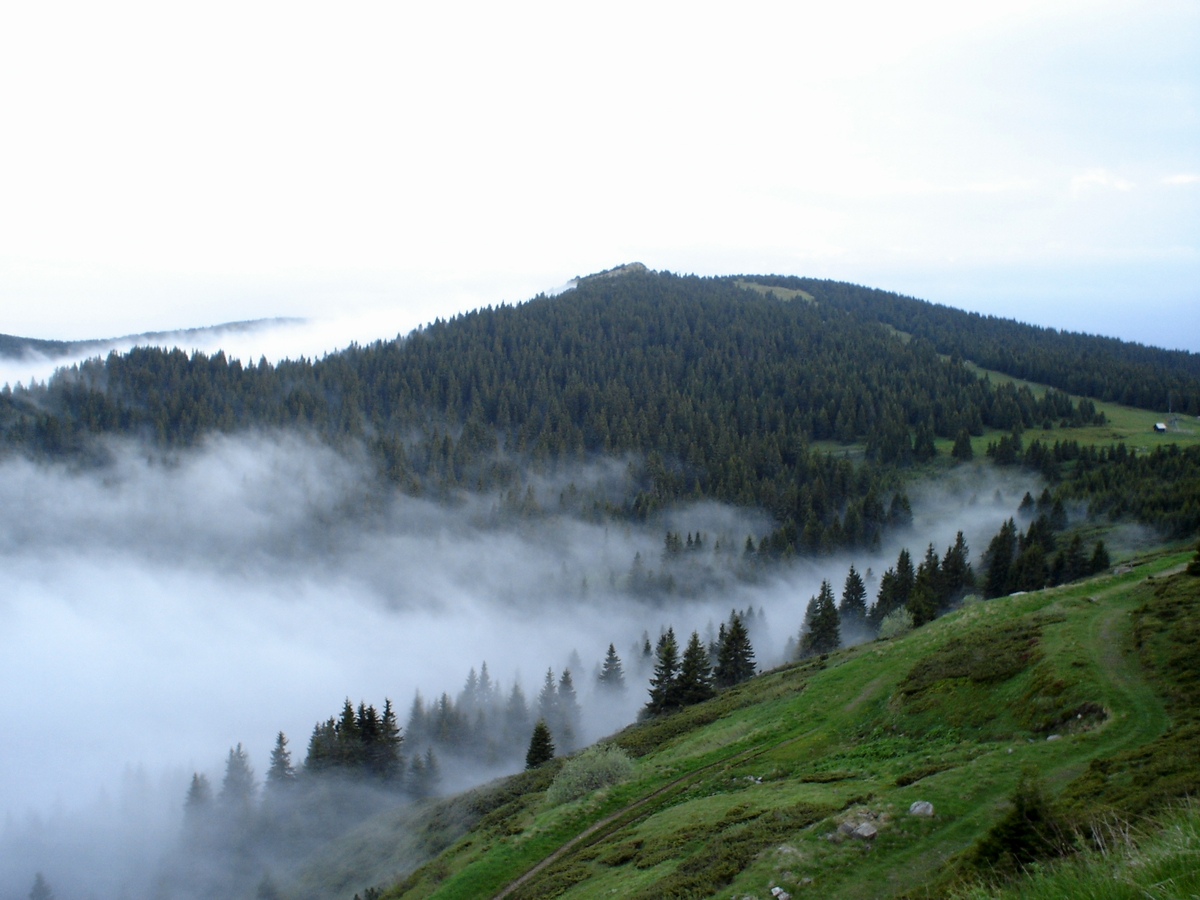
コパオニク山の人々は、地元のアラが余所者のアラから作物を守っていると信じていた。

アラは主に、穀物が生長する夏の前半に、雹の嵐の雲を天上に導くことによって、畑、ブドウ園、果樹園の作物を破壊する。 アラはまた大きな力を持っている。嵐が木を根こそぎ倒した時、人々はそれをアラがやったと信じていた。その結果、非常に強い人に「アラと同じくらい強い」という諺が生まれた。 
雹と雷雨の雲に、それらを導くアラを見出して、人々はただ座して待つだけでなく、魔術に頼った。 
アラに起因するもう1つの特徴は、極端な貪欲さである。 レスコヴァツ地方では、彼女は巨大な口と木のスプーンを手に持った怪物として想像されていた。広く普及している伝説によれば、アラは子供たちを捕らえ、子供たちの骨と零れた血でいっぱいの彼女の住居で子供たちを貪り食うのが常だった。それほど頻繁ではないが、彼女は大人を攻撃して食べた。彼女は隠れた人間を臭いで見つけることができた。 
セルビア東部と南部の人々は、アラがその貪欲さで太陽と月を攻撃したと信じていた。彼女はそれらの天体を徐々に食べて、それによって食を引き起こした。日食の間、アラの噛みつきの結果として太陽が自身の血で覆われていたため、太陽は赤くなった。それが再び明るく輝いたとき、それは太陽がアラを打ち負かしたことを意味した。月の斑点は、アラによって齧られた傷跡として見られた。アラが太陽や月をむさぼり食う間、多くの老人は落ち込んで、恐怖で泣いた。アラが太陽をむさぼり食うことに成功すれば、世界は終わる。それを防ぐために、男性は日食に向かって銃を撃ったり、鐘を鳴らしたりし、女性は絶え間なく呪文を唱えた。ホモリエ地方には、アラが月をむさぼり食うことに成功すれば、太陽は悲しみで死に、闇は世界を圧倒するという考えがあった。
アラは男性を狂わせることができると信じられていた。セルビア東部では、そのような男性を指す「アロサン」（alosan）という特別な用語がある。人々が道路や畑でアラに遭遇したとき、彼らは彼女から危険な病気にかかる可能性がある。 
夜に交差点を横断することは、アラの夕食の場所と時間であるため、危険であると見なされた。「アラのテーブル」を踏んだ不幸な人は、目が見えなくなったり、耳が聞こえなくなったり、または足が不自由になる可能性がある。アラは大きな記念日の前夜には、男性を道からガリにそらし、馬乗りになって犠牲者を拷問する。 
アラは人間に「憑依し」、自分の特性を保持しながら人間の形をとることができる。アラが聖シメオンに憑依し、彼を貪欲にしたという伝統があるが、聖サワは彼女を彼から追い出した。セルビア東部とブルガリアで記録された物語では、アラが農夫のブドウ園を破壊したため、農夫は遠くの村に住んでいる細い男に憑依していたアラを殺した。別の話では、アラは亡くなった王女に憑依し、見張りの兵士をむさぼり食った。 
現代のセルビア語の形容詞「alav」は、貪欲な食欲を意味する。 

## 語源
| 言語                                               | 単数形 | 単数形 | 単数形  | 複数形 | 複数形 | 複数形  |
| -------------------------------------------------- | ------ | ------ | ------- | ------ | ------ | ------- |
| 言語                                               | C.     | R.     | IPA     | C.     | R.     | IPA     |
| セルビア語                                         | ала    | ala    | [ˈala]  | але    | ale    | [ˈalɛ̝]  |
| ブルガリア語                                       | хала   | hala   | [ˈxala] | хали   | hali   | [ˈxali] |
| マケドニア語                                       | ала    | ala    | [ˈala]  | али    | ali    | [ˈali]  |
| C. – キリル文字; R. – ガイ式ラテン・アルファベット |        |        |         |        |        |         |

標準的なセルビア語での悪魔の名前であるアラ (ala) は、軟口蓋摩擦音を失った方言に由来するが、ハラ (hala) は、この音を保持しているセルビア語の方言とブルガリア語で記録されている。このため、元の名前には最初のh音が付いていたと考えられるため、リュビンコ・ラデンコビッチは、悪魔の名前がトルコ語で蛇を意味する「ala」に由来するというセルビア科学芸術アカデミーが支持する説を拒否した。代わりに、名前は雹を意味するギリシア語の χάλαζα [ˈxalaza] に由来する可能性がある。この説は、ブルガリアの学者イヴァニチカ・ゲオルギエヴァによって提唱され、ブルガリアの学者ラチコ・ポポフとセルビアの学者スロボダン・ゼチェビッチ、スレテン・ペトロヴィッチによって支持されている。セルビア語の学者マルタ・ビジェレティッチによると、ala と hala は、南スラヴ語群であるスラヴ祖語の名詞 *xala に由来する（xalaのxは無声軟口蓋摩擦音を表す）。その名詞は、スラヴ祖語の語根 *xal- から派生したものである。カシューブ語で考えられる同族語は、hała - 「大きな生き物または物」である可能性がある。